# Maireana aphylla
Maireana aphylla är en amarantväxtart som först beskrevs av Robert Brown, och fick sitt nu gällande namn av Paul G. Wilson. Maireana aphylla ingår i släktet Maireana och familjen amarantväxter. Inga underarter finns listade i Catalogue of Life.

## Bildgalleri

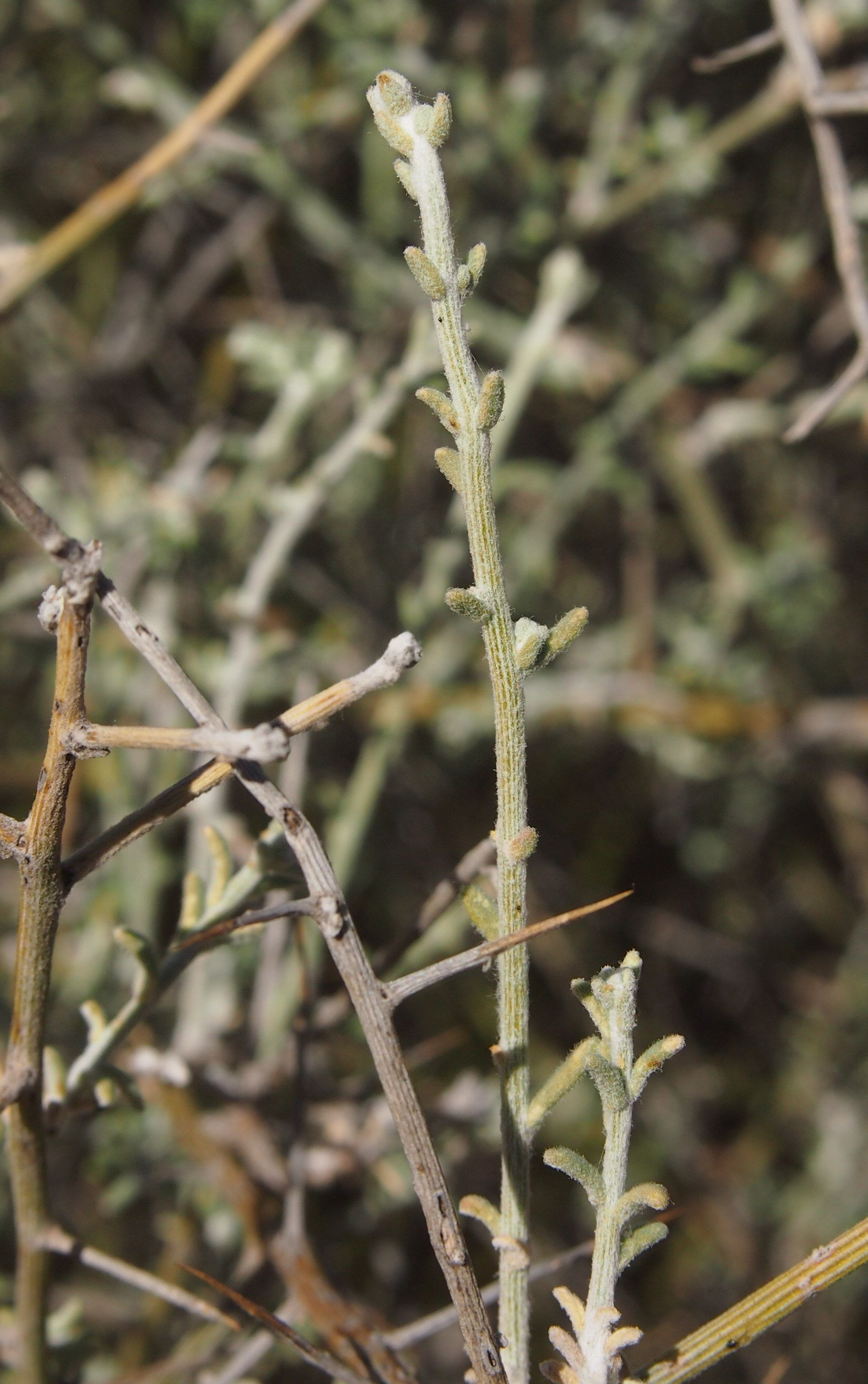
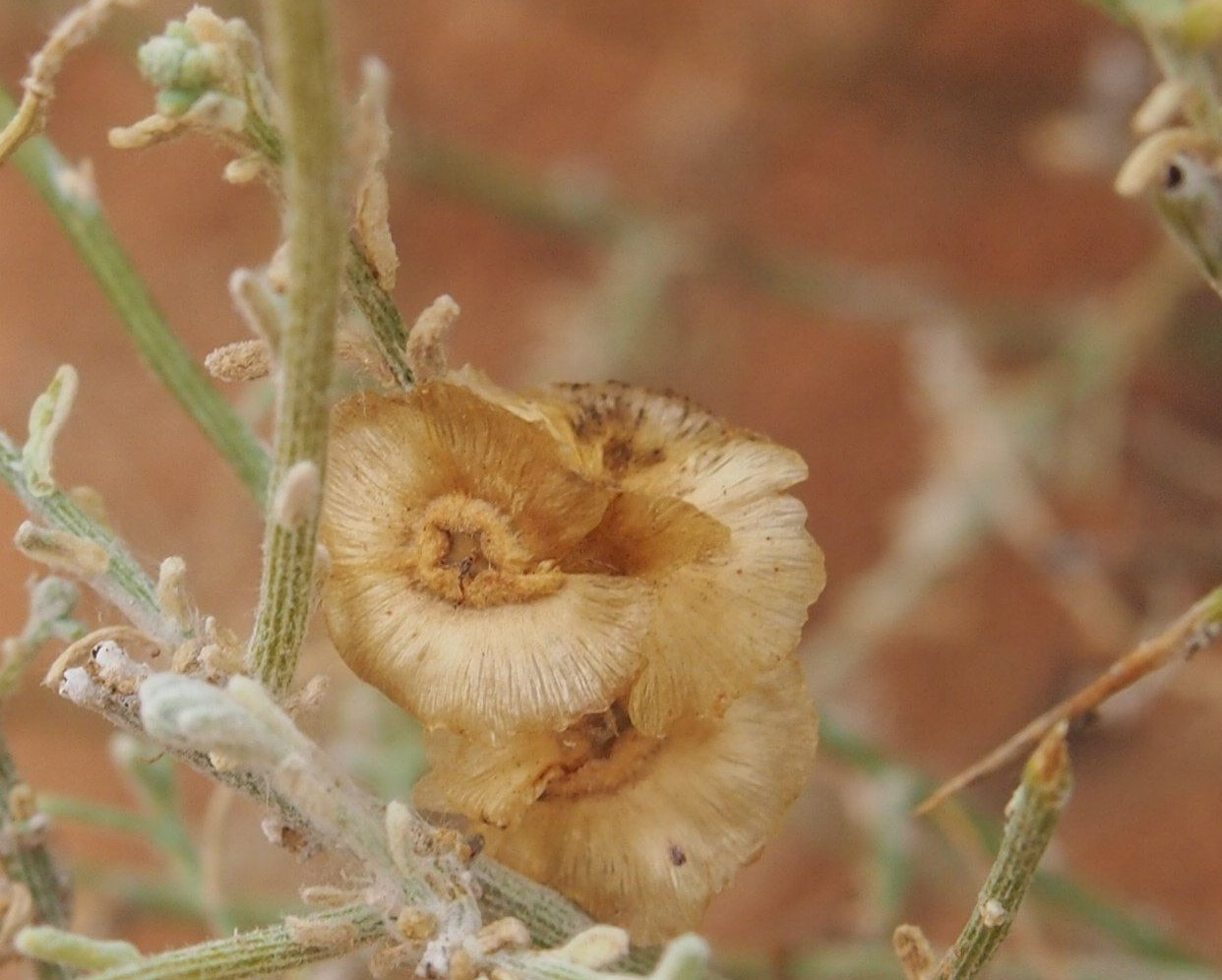
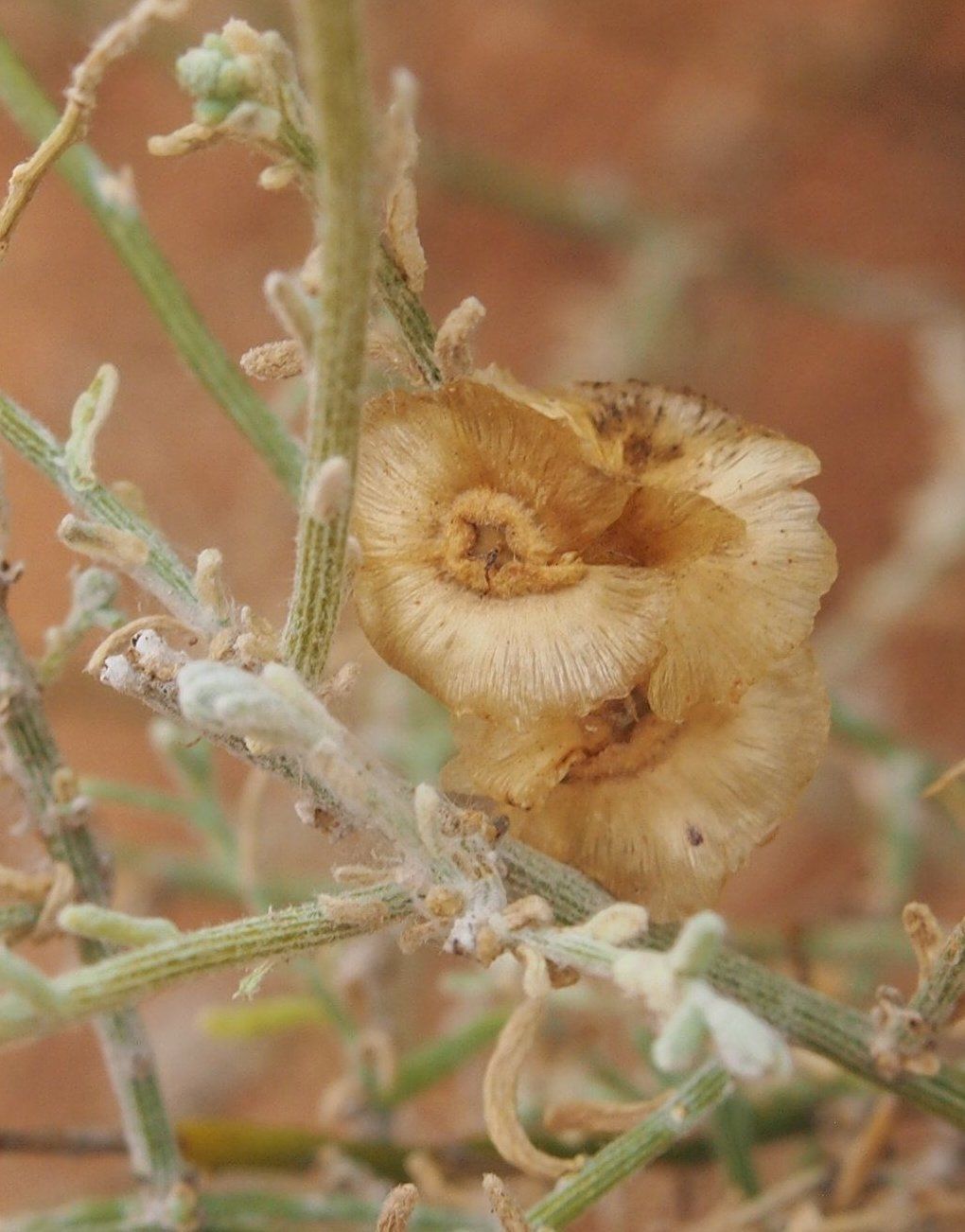
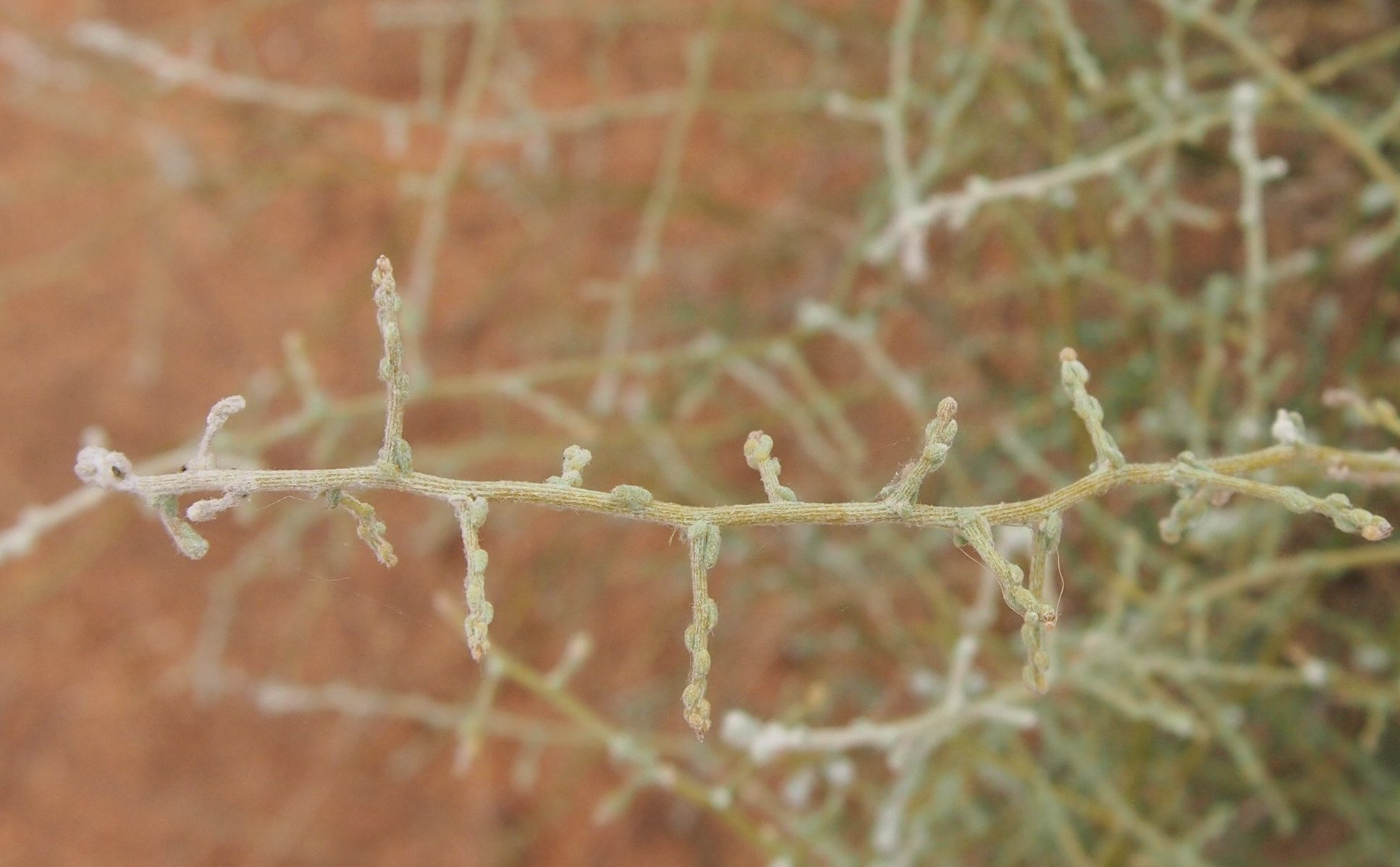
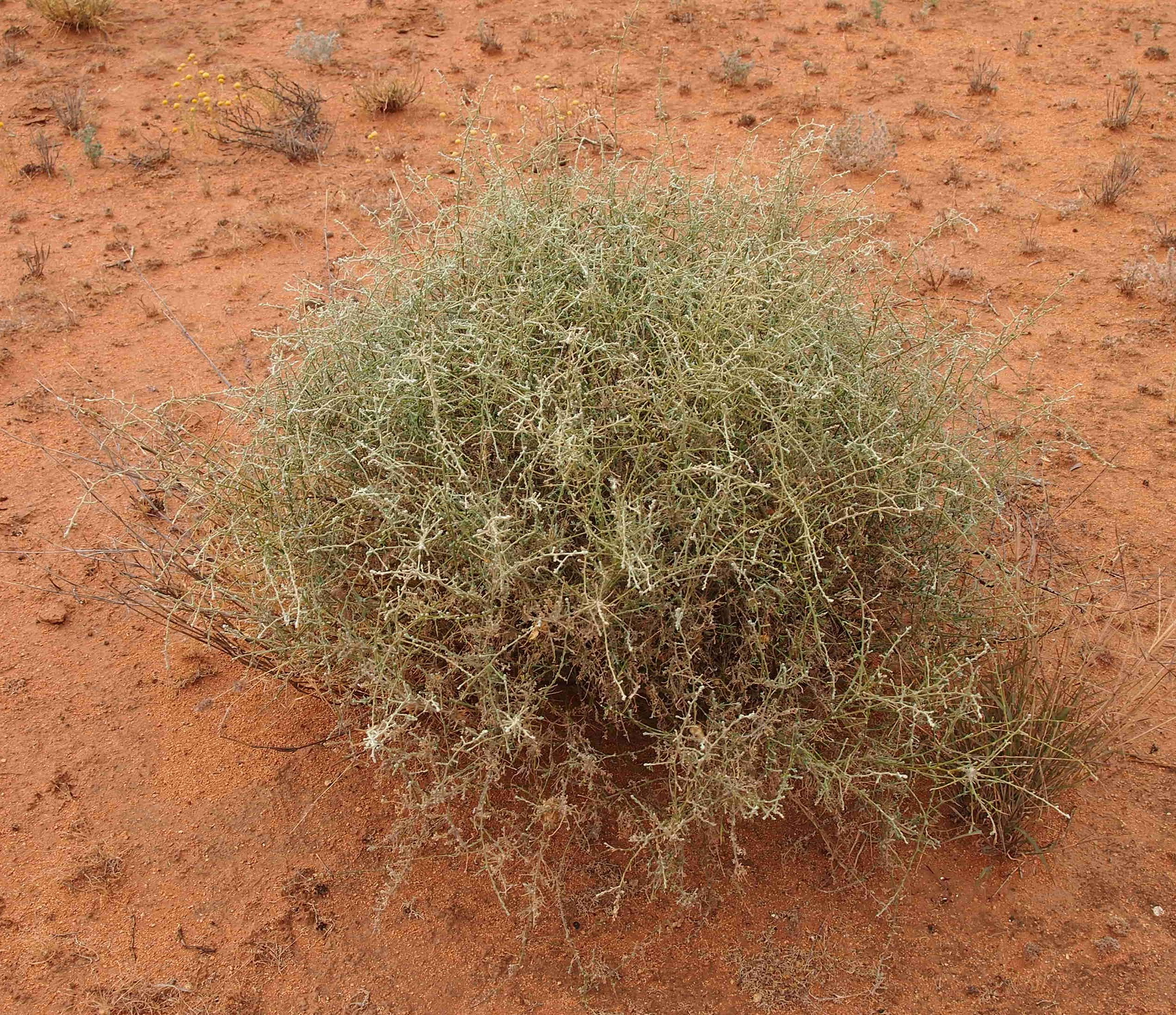